# Melitta barbarae
Melitta barbarae är en biart som beskrevs av Constance Margaret Eardley 2006. Melitta barbarae ingår i släktet blomsterbin, och familjen sommarbin. Inga underarter finns listade i Catalogue of Life.